# Roy Carroll
Roy Eric Carroll (ur. 30 września 1977 w Enniskillen) – piłkarz z Irlandii Północnej, występujący na pozycji bramkarza w Linfield F.C.

## Sukcesy
- Mistrzostwo Anglii z Manchesterem United w roku 2003
- Mistrzostwo Grecji z Olympiakosem Pireus w sezonie 2011/2012, 2012/2013, 2013/2014
- Puchar Grecji z Olympiakosem Pireus w sezonie 2011/2012 i 2012/2013